# Khevsureti

Attuale suddivisione amministrativa della Georgia

Khevsureti / Khevsuria (in georgiano ხევსურეთი?, terra delle valli), oppure, più aderente alla grafia italiana, Chevsureti / Chevsuria o Cevsuria, è una regione storico-etnografica situata nella Georgia orientale. Popolata dal ramo dei cartveli (georgiani) situati lungo il versante sia settentrionale che meridionale della catena montuosa del Gran Caucaso.

## Geografia fisica
Comprendente le piccole valli fluviali dell'Ardoti, Shatili, Arkhoti e dell'Aragvi, la provincia confina con la Cecenia ed è compresa nell'attuale distretto di Dusheti, nella regione di Mtskheta-Mtianeti, Georgia. La provincia copre un'area di 1050 km², con una popolazione invernale di circa 3.200 persone. I villaggi più grandi sono Barisakho e Shatili.
Khevsureti è attraversata dalla cresta principale della catena del Grande Caucaso, che la divide in due parti:
- Chevsuria settentrionale, Pirikita Khevsureti, il cui nome originale significa "Chevsuria al di là", con riferimento allo spartiacque; è la più grande;
- Chevsuria meridionale, Piraketa Khevsureti, il cui nome originale significa "Chevsuria al di qua", con riferimento allo spartiacque.

## Etnografia
Il territorio di Khevsureti, insieme alla regione confinante di Pshavi, era nota agli scrittori medievali come Pkhovi o in lingua georgiana: ფხოვი. Il cronachista Leonti Mroveli menziona che dopo la conversione del re Mirian II e la regina Nana al cristianesimo all'inizio del IV secolo, Santa Nino continuasse a predicare tra i montanari georgiani (მთეულნი, mtiulni) inclusi gli abitanti di Pkhovi.

"და წარვიდა წმიდა ნინო და ეპისკოპოსი იოვანე, და მათ თანა წარატანა მეფემან ერის-თავი ერთი. მივიდეს და დადგეს წობენს, და მოუწოდეს მთეულთა, პირუტყუთა სახეთა მათ კაცთა, ჭართალელთა, ფხოელთა, წილკანელთა და გუდამაყრელთა." (ქართლის ცხოვრება,1955)

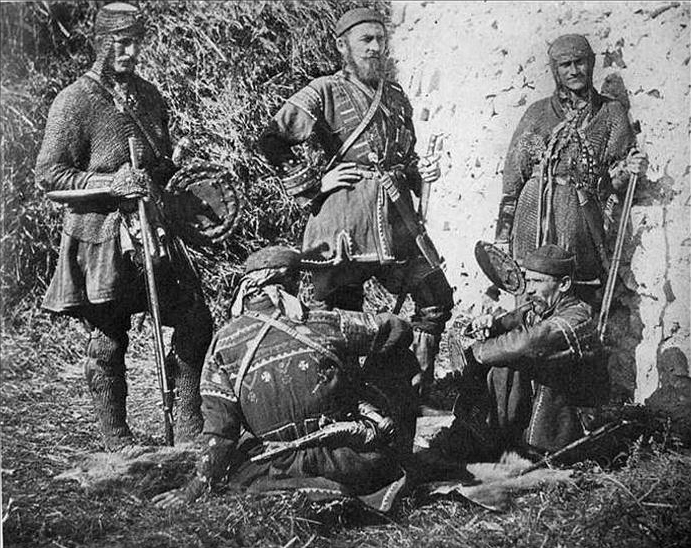
Membri del clan di Khevsur, 1910 ca.

La Georgia medievale non fu mai capace di istituire un tipico sistema feudale. Il codice civile della comunità rimaneva fondato su antichi valori e tradizioni. I figli delle famiglie nobili e i signori venivano allevati da famiglie di contadini (გლეხი, glekhi) rinomati per la loro saggezza e qualità umane. Questo popolo introdusse la gioventù alla cultura, storia, tradizioni e a tutti gli aspetti della conoscenza umana e alle esperienze basate sui valori ortodossi cristiani. (Vedi chiesa apostolica e ortodossa georgiana). Successivamente un eminente scrittore, Ilia Ch'avch'avadze, espresse tre tesori georgiani: lingua, terra e fede.
Storicamente, le comunità montane georgiane godevano di un certo grado di autonomia. I khevsuri non accettarono mai signori locali; essi eleggevano i loro capi o khevisberi (ხევისბერი, più anziani) e il consiglio di anziani e si sottomettevano soltanto al monarca (vedi Lista dei re di Georgia). Erano guerrieri eccezionali con qualità georgiane tradizionali di coraggio, franchezza, onestà, fraternità, indipendenza e amore per la libertà, e costituivano spesso la guardia del corpo del sovrano. I re li consideravano come guardiani affidabili delle montagne del Caucaso e della frontiera settentrionale del regno. Nelle battaglie i khevsuri indossavano bandiere adornate con croci e consideravano se stessi membri permanenti dell'esercito delle sacre bandiere e guardiani tutori dei re georgiani.

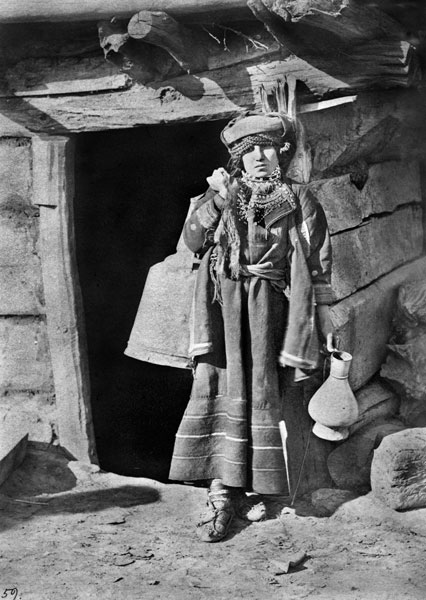
Donna khevsur. Fotografia di D.A. Nikitin, 1881.

Ci fu un'ipotesi, proveniente dai locali e dalle descrizioni fatte dal militare ed etnografo russo Arnold Zisserman, che trascorse 25 anni (1842-1867) durante l'espansione russa nel Caucaso (vedi Georgia dentro l'impero russo), riguardo al fatto che questi montanari georgiani fossero i discendenti degli ultimi crociati europei, poiché la loro cultura folclorica – le pratiche materiali, sociali e religiose – somigliavano molto a quelle dei crociati. Il viaggiatore americano Richard Halliburton (1900-1939) vide e annotò i costumi della tribù khevsura nel 1935. I khevsuri sono menzionati nelle fonti greche, romane e georgiane, prima della formazione delle crociate europee (vedi Storia della Georgia e del popolo georgiano), e la pura origine europea dei khevsuri non viene sostenuta dagli studiosi moderni. Tuttavia, qualche forma di insediamento di crociati in queste aree è possibile, poiché essi sono menzionati in molti manoscritti del tempo come partecipanti alle battaglie contro i mussulmani in Georgia (100 crociati "franchi"  facevano parte dell'esercito di re Davide nella Battaglia di Didgori), e il fatto che alcuni di loro passassero di qui dopo la caduta della Terra Santa.
Gli uomini khevsuri, armati di spadoni, indossavano una cotta di maglia, indumenti pieni di decorazioni con croci e icone, che servivano come mezzi di protezione, secondo il Cristianesimo da essi adottato all'inizio del IV secolo (vedi Storia della chiesa apostolica e ortodossa georgiana). Lo storico greco Erodoto (ca. 484 a.C. – ca. 425 a.C.) annota che i montanari caucasici di quel tempo fossero brillanti tessitori e ricamatori del loro caratteristico abito (čocha), che per l'uso frequente veniva a logorarsi ma mai scolorirsi. Secondo la loro tradizione, le giovani ragazze iniziavano a lavorare a maglia all'età di 6-7 anni, mentre gli uomini studiavano e facevano esercitazioni militari. Le donne risultavano essere così più svantaggiate riguardo all'educazione e alla possibilità di uno stato sociale più elevato.
Essi avevano un rigoroso sistema di esercitazione fisica nelle arti marziali conservatesi nel Khridoli, che è parte della ricca tradizione militare georgiana.
Anche le danze khevsure si sono preservate nelle danze nazionali come la danza del guerriero Khevsuruli.

## Società

### Religione

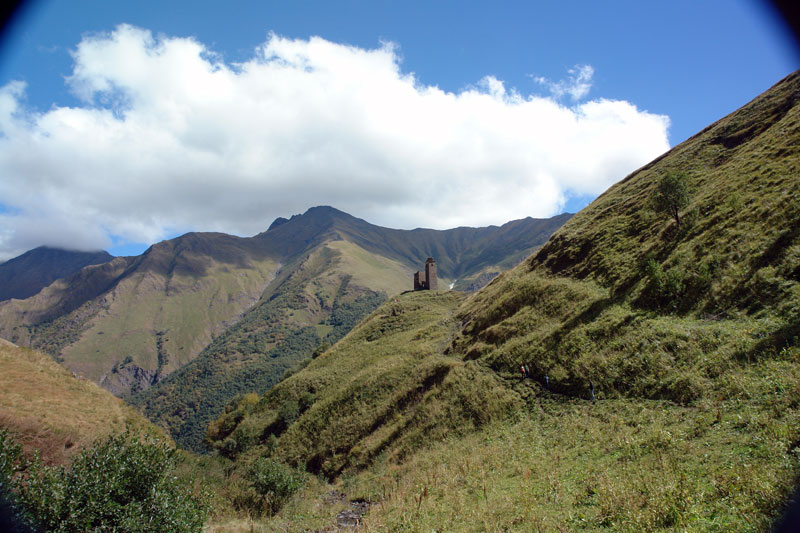
La torre di Kistani nella regione di Khevsureti

La loro religione è un'unica mescolanza di cristianesimo ortodosso georgiano e culti pre-cristiani. Adoravano i luoghi sacri, localmente noti come jvari (“croce"), khati (“icona”) o salotsavi (“santuario”). A parte il loro carattere religioso, questi erano i siti dove i locali discutevano e decidevano riguardo alle questioni comuni, come incursioni contro nemici, la pace, appelli di vario tipo, ecc. Anche durante il periodo sovietico, con le sue dure restrizioni per qualsiasi attività religiosa, ogni anno i montanari georgiani, insieme a un gruppo di sacerdoti più anziani, organizzavano e praticavano i loro rituali tradizionali.

## Migrazione
Qualche disobbedienza procurata dai khevsuri ai danni dell'ideologia sovietica fu causa della migrazione obbligatoria verso la pianura, iniziata dal governo negli anni '50, dando in questo modo come risultato l'abbandono di molti villaggi montani. La privazione economica degli ultimi due decenni contribuì ad aumentare la tendenza verso la migrazione.

## Tradizioni e folclore

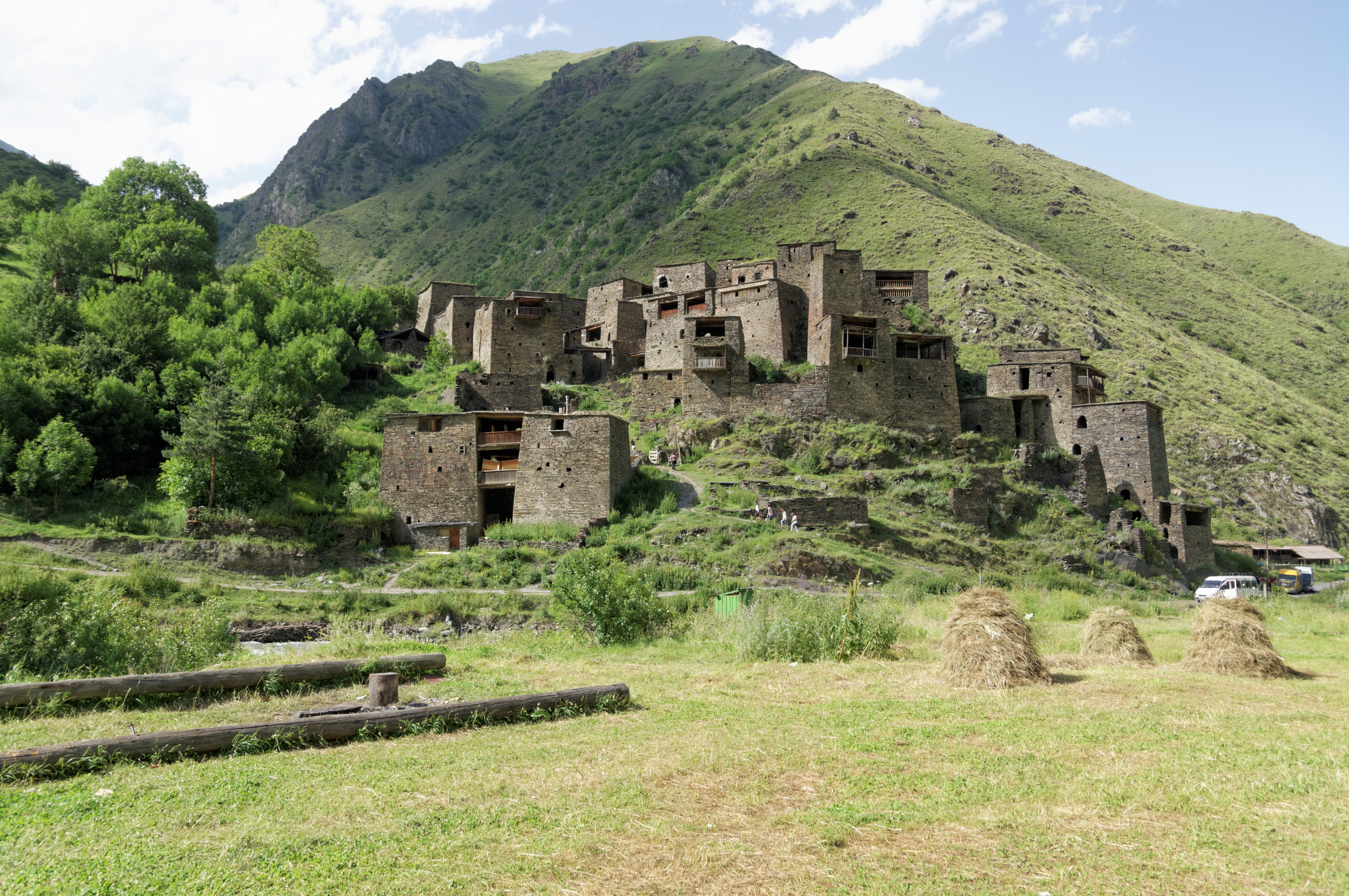
Il villaggio fortezza Shatili.

Come le altre regioni montane della Georgia, Khevsureti è caratterizzata da una grande diversità di tradizioni e costumi. Essi parlano un dialetto locale della lingua georgiana che riecheggia la letteratura georgiana del Medioevo e mantengono molte delle loro antiche tradizioni, inclusi rituali folclorici. La legge della vendetta di sangue (faida) era ancora viva nel XX secolo.
Anche le tradizioni musicali somigliano alla musica del Medioevo e infatti Khevsureti è famosa per le sue ballate medievali e musica folclorica.
Il Perangi khevsuro è diverso dalla classica čocha georgiano, poiché è decorato con più croci ed ha colori più efficaci ed è generalmente corto, a forma di trapezoide.
L'architettura di Khevsureti è in maggior parte caratterizzata dallo stile della fortezza e dalle numerose torri dislocate tra le montagne come segno di una costante vigilanza del territorio contro i loro nemici. I khevsuri sono noti per la loro guerra con i popoli del Caucaso settentrionale inclusi ceceni, kisti e le popolazioni del Dagestan. A causa della complessità e mancanza di industrializzazione del Caucaso Maggiore, le tribù caucasiche settentrionali usavano attaccare e depredare i georgiani che dimoravano sulle montagne. Il rinomato poeta georgiano Vazha Pshavela descrisse la guerra dei khevsuri nelle sue poesie. Una delle sue più famose poesie è Aluda Ketelauri, un giovane khevsuro, famoso per la sua abilità e audacia di guerriero. Un giorno, dopo che il villaggio khevsuro venne invaso dai kisti (ceceni), Aluda inseguì gli invasori uccidendoli. Dopo l'uccisione del ceceno chiamato Mussah, Aluda iniziò a piangere per il guerriero avendo constatato il coraggio e la dedizione alla sua religione. Quando Aluda ritornò a Shatili, esternò al villaggio la sua ammirazione per l'eroe ceceno; la comunità ne rimase scossa e, a causa di questa sua ammirazione per il pagano, il villaggio finì così per condannare Aluda scacciandolo dalla comunità. 

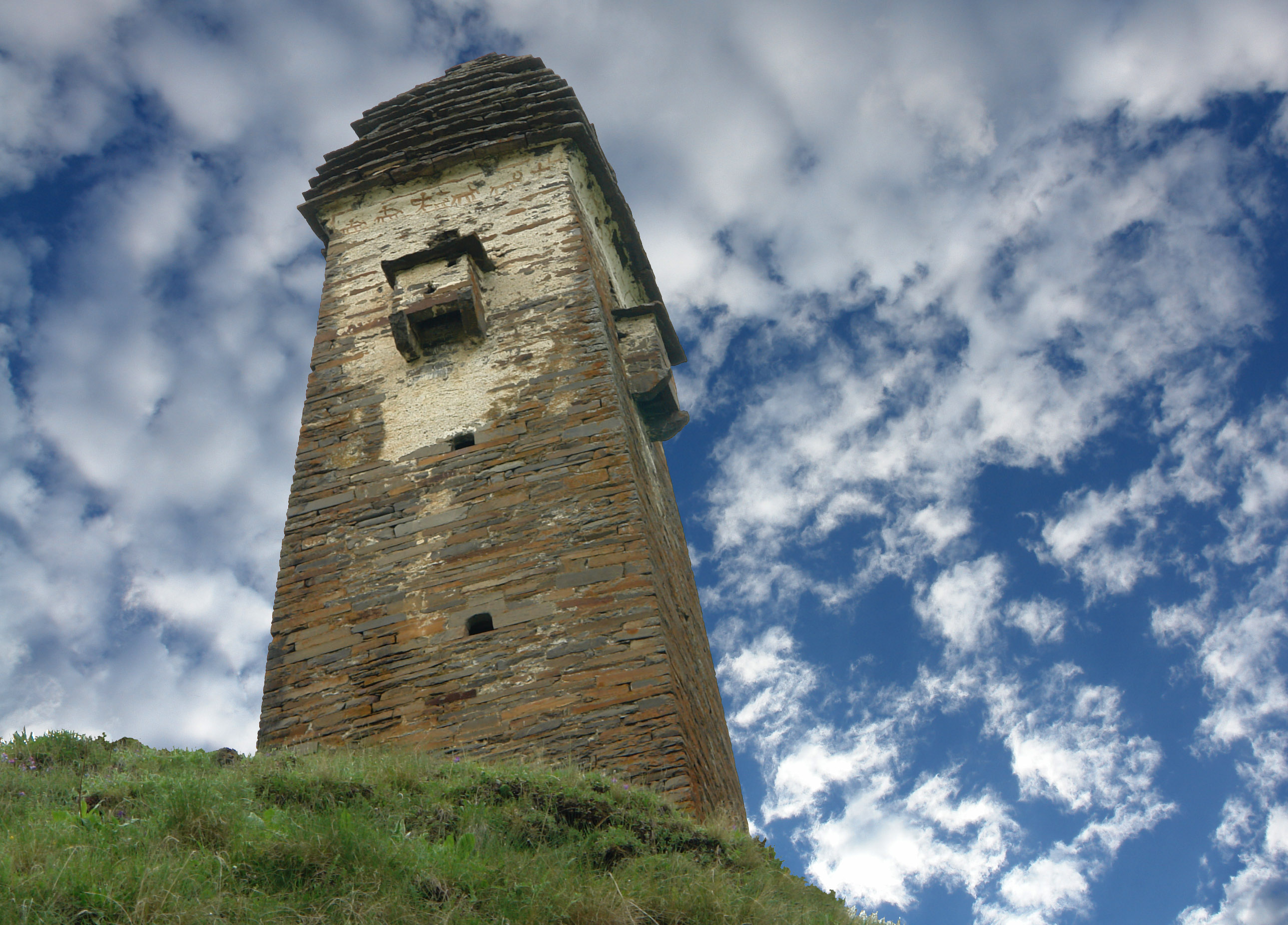
La fortezza di Lebaiskari.

L'Enciclopedia Britannica dell'edizione 1911 riportava il fatto che ancora molti costumi curiosi persistevano tra i khevsuri, come per esempio l'imprigionamento della donna durante la nascita di un figlio, in una capanna isolata, attorno alla quale il marito si aggira, sparando a intervalli con il suo moschetto. Dopo la nascita, veniva portato furtivamente del cibo alla madre, tenuta in prigionia per un mese, dopodiché la capanna veniva bruciata. Una delle più sorprendenti caratteristiche delle culture tradizionali di khevsureti era la relazione prematrimoniale nota come sc'orproba (o c'ac'loba, come è conosciuta a Pshavi). Una giovane coppia poteva giacere insieme durante la notte con una spada posta tra loro, poiché la penetrazione sessuale era rigorosamente proibita, e ogni uomo che avesse infranto questa regola veniva condannato a morte. Anche nel recente passato un luogo chiamato Ossario di Anatori era utilizzato dai Khevsuri gravemente malati: per salvare le loro famiglie si recavano in quel luogo e trovavano la loro fine in isolamento, mantenendo i loro parenti al sicuro dalle calamità di epidemie e malattie mortali.
Dozzine di fortificazioni, santuari e chiese sono sparse per tutta la provincia. Le principali di queste strutture architettoniche sono: le fortezze di Khakhmati, di Akhieli, di Lebaiskari, di Mutso, le fortificazioni di Shatili, la croce di Gudani e quella di Anatori.